# Саліма (містечко)
Салі́ма (англ. Salima) — містечко, центральний населений пункт та адміністративний центр дистрикту Саліма Центрального регіону Малаві.
Населення — 36789 осіб (2018, 27852 у 2008, 20355 у 1998, 10606 у 1987, 4646 у 1977).